# 愛してるぜベイベ★★
『愛してるぜベイベ★★』（あいしてるぜベイベ）は、槙ようこによる少女漫画作品である。集英社が発行する漫画雑誌「りぼん」で2002年4月号から2005年1月号まで連載された。また、2004年4月から10月にかけてテレビアニメが放映された。

## 作品解説
本作は、現代の東京を主な舞台として描かれている。2000年代の高校生生活や子供の育児問題に話題を挙げた社会的漫画であり連載雑誌においても異例の連載で注目を集めた。

作者の槙ようこは、本作の主役は片倉結平であり、本作では「主人公を男子にしたことで、女子がいっぱい書けて嬉しい。」と記している。既述の通り、本作は漫画雑誌「りぼん」に連載された作品。漫画史研究家の宮本大人によれば、2002年現在において、男子が主人公の作品が、りぼんで連載されたのは珍しいとのことである。ただし、結平だけにこだわらず、他の登場人物のことも描いてゆきたいと槙ようこ自身が述べていたように、結平以外の人物に焦点が当たる部分も存在する。このようなこともあって、本作が取り扱っている題材は多岐に渡っており、親による子供への虐待、親の蒸発、それに伴って置き去りにされた子供、親との死別、親の再婚、親子間の確執、さらには、あちらこちらで発生するいじめなどといった、様々な社会問題や家庭問題を題材にした作品である。この他、男女間の恋愛も繰り広げられて、それによる人間関係の変化なども描かれるなど、恋愛ドラマとしての要素も持つ。これらが登場人物達の日常生活の中で、彼らの心情描写を交えながら展開されている。ただし作者は、社会問題などを題材にすることは自分らしいと考えている一方で、恋愛について描くことはエネルギーを使うといった意味のことを述べている。ところで、りぼんで連載を行っていた関係上、りぼんでは掲載できない絵という物が存在するために、特に、坂下ミキの話などは、いじめのエスカレートによって発生した傷害事件や自傷行為や自殺未遂なども扱っており、りぼんという雑誌側の制限のために制作に難渋したという。ただ、りぼんという雑誌側の制限があったために、例えば第21話の場合、制作の際は非常に苦労したものの、制作後に改めて作品を見直してみると、逆に良い効果が出たのではないかと考えられる話数もあったとのことである。なお、本作の漫画の制作には、槙ようこ以外に複数人のアシスタントなどが関っている他、漫画家の持田あきも関った。ちなみに本作制作当時、槙ようこは「レオ」と名付けられたイヌを飼育しており、本作のヒロインの1人である坂下ゆずゆのモデルは、レオだと公表されている。

### アニメ版
本作は原作漫画が「りぼん」で連載中にアニメの制作も行われ、2004年4月3日にアニマックスで放送開始されたことを皮切りに、以降も放送局を変えて何度か放送された。また、2004年8月29日には「ベイベアニメフェスタ」と称するイベントが開催されたなど、関連イベントも行われた。このベイベアニメフェスタで、アニメ監督の奥脇雅晴は、原作の温かさ、優しさ、かわいさ、切なさをアニメーションで表現したと述べた。この他、2004年にはアニメを収録したDVDが東映によって製作され、そのレンタルや販売も開始された。ところで坂下ゆずゆには「お絵描き」が好きだという設定が存在する。既述の通り、本作は漫画雑誌のりぼんで連載された作品で、かつ、アニメ化もされた作品であり、本作に関するイラストがりぼんの読者などから多数寄せられた。本作のアニメ化に伴って販売されたDVDには、その一部が「りぼん特選イラストファイル」と銘打って収録されている。

## あらすじ
ある日、片倉結平が東栄高校から帰宅すると、そこには見知らぬ女児がいた。彼女は、結平のから見ると母方の叔母に当たる坂下都の娘、つまり、従妹の坂下ゆずゆだった。坂下都は、片倉家に5歳の娘ゆずゆを置き去りにして、そのまま行方をくらませたのであった。ゆずゆの父親は既に死去したこともあり、ゆずゆは片倉家で預かられることになった。そして彼女は片倉家より、あそう幼稚園へ通うことになった。なお、ゆずゆの保護者役を片倉家の面々は、高校生である結平に押し付けた。ところで、結平は姉にこそ頭が上がらないものの、家の外では女性からもてる人物である。そんな結平に片想いする女性によって、ゆずゆが危害を加えられそうになるなど、様々な事件が待ち受けていた。また、母親に置き去りにされたゆずゆは、なぜ母親がいなくなってしまったのかといったことを始めとして、様々な苦悩を抱えていた。しかし、たとえ自分を置き去りにしたような人物だとは言っても、ゆずゆは母親にまた会いたいとも思っている。このようなこともあり周囲の者の何気ない言葉ばかりか、他の子供が母親に甘える様子を見ただけでも、ゆずゆの心は傷ついたりもした。また、参観日のような親が来るはずの幼稚園のイベントも存在する。その上、幼稚園での他の園児達との交流の中で、ゆずゆの周りでも日々色々なことが起こり、喧嘩することもあれば、落ち込んだりすることもある。そんなゆずゆの面倒を、結平は見てゆくのだった。そうした中で、ゆずゆは結平を慕うようになってゆく。一方、結平と同じ高校に通う女子生徒の徳永心は、幼少期に母親と死別していたのだが、ある日、父親が再婚したことで生活が激変し、結平との関係も変化してゆく。そうして次第に、結平と徳永心は恋仲になってゆく。そんな徳永心に対して、ゆずゆは複雑な感情を抱くのだった。そんな中、月日の経過と共に、ゆずゆからは長く会っていない母親の記憶が薄れ始めた。母親を慕う心はあるものの、だんだん母親の顔を、ゆずゆは思い出せなくなってゆく。徳永心のように母親は死んでしまったわけでもないのに、ゆずゆは母親に会うことができない。ゆずゆは母親への想いを募らせ、薄れゆく母親の記憶にすがろうとするのだった。ただ他方で、片倉家での生活が長くなるにつれて、ゆずゆには新たな人間関係が構築され、特に結平達には強い愛着も生じてきている。また逆に、結平はもちろんのこと片倉家の面々は、ゆずゆに愛着を持つようにもなってきており、結平以外もゆずゆの世話を焼くようになってきた。次第に、ずっと迎えに来てくれない母親への情との間で、ゆずゆの精神は板挟みの状態に陥ってゆく。それでも、ゆずゆの最大の心の支えは母親に他ならないのであった。
なお、ゆずゆは漫画版では最終的に母親の所に戻ったのに対して、アニメ版では最終回でも母親の所には戻らずに片倉家で暮らしたままである。

## 評価
本作は、可憐な登場人物に目を惹かれがちであるものの、単にそれだけの作品ではなく、子供への虐待を始めとした重いテーマを扱った作品に仕上がっているとされる。また、漫画史研究家の宮本大人は、本作がりぼんで連載されたことによって、主人公達が単に格好良い、単に恋愛が展開されるといったことだけではなく、相手は一体何をすることができる人物なのかといった視点が、大人向けではなく、少女向けの漫画雑誌にまで本格的に入り込んできたと評している。

## 登場人物
「声」はアニメ版の声優である。

### 片倉家とその親族
片倉結平（かたくら きっぺい）
声 - 藤田大助
本作の主人公。誕生日：2月14日。血液型：A型。身長：177 cm。体重：55 kg。靴のサイズ：26 cm。好きな食べ物：れんこん。将来の夢：結婚。
片倉家の長男で、東栄高校に通う高校生。家での立場は低く、姉に頭が上がらない。ゆずゆの世話係を姉に押し付けられてからは、徐々に良い保護者へとなっていった。料理は最初は不得意であったが、ゆずゆの弁当を作るにつれて、徐々に腕を上げていく。学業成績はあまり良くない。かなりのイケメンのようで、家の外では女性にモテモテで、女遊びが激しかったため恋人の徳永心を泣かせたこともあったが、次第に心一直線になっていった。7年後は心と結婚2年目を迎えており、子供も儲けていた。
坂下ゆずゆ（さかした ゆずゆ）
声 - 黒葛原未有
本作のヒロイン。誕生日：1月26日。血液型：O型。身長：107 cm。体重：17 kg。靴のサイズ：18 cm。好きな食べ物：ヨーグルト。嫌いな食べ物：漬け物。一人称は「ゆず」で、周囲からは「ゆずゆ」「ゆずゆちゃん」と呼ばれている。
結平の母方の従妹で、5歳児。ゆずゆを母親が片倉家に連れて来た後、母親が行方をくらませたために、片倉家で預かられることになった。この関係で幼稚園も変わり、あそう幼稚園に通うことになった。主に結平が面倒を見るようになったこともあってか、次第に「きっぺーおにいちゃん」と呼び慕うほどすごく懐いてゆき、結婚しても良いと思うほどになった。そのため一時期、結平と恋仲になった徳永心に嫉妬していたものの、次第に2人の仲を認めるようになっていった。
お絵描きが好きであり、描いた絵を結平に褒められるのがもっと好きであった。その影響か7年後は美術部に入り、賞をもらった。また、あそう幼稚園時代には初恋を経験し、その相手は梨谷翔太であった。しかし、翔太の引越しのために、初恋は成就しなかった。ただし、最終回で12歳になったゆずゆには、翔太と再会したと思われる記述が存在する。
連載初期のふろくのキャラクターカードでは名字が「五十嵐」となっていた。原作版では母親の元に帰って終わっているのに対して、アニメ版は母親の元に帰らず片倉家に住んだままで終わっている。
片倉鈴子（かたくら れいこ）
声 - 遠藤久美子
片倉家の長女で結平の姉。誕生日： 5月31日。身長：162 cm。血液型：A型。靴のサイズ：24 cm。好きな食べ物：ピーマン、タマネギ。嫌いな物：ゴキブリ、ししゃも。好きな人：秋元康。
現在の片倉家において最も発言権が強い。弟達には高圧的に接する女王様気質。ゆずゆには「お姉さま」と呼ばせている。ある事情で子供が産めない体になったという暗い過去を持つ。そのため、ゆずゆの母親の身勝手な行動に怒りを覚えている。ゆずゆがいた時点ではエステティシャンだったが、7年後はファッション評論家になる。仕事が休みだと不機嫌になり、結平をパシリにする。結平のことぞんざいに扱うことが多いが、時として相談に乗ったり助言をしたりするなど、姉らしく頼もしい態度を見せる。自称「永遠の24歳」。ゆずゆに実体重を大幅に偽ったこともある。喫煙者。
作中で一度だけ自室を披露しているが、異国のような別世界が背景に描かれており、結平からツッコまれていた。
片倉皐（かたくら さつき）
声 - 鈴木真仁
片倉家の次男で結平の弟。12歳の小学6年生。身長：156 cm。
結平とは違い、小学生とは思えないような冷静なインテリタイプの性質。ゆずゆの運動会での玉入れでは、百発百中で入れていたので、ある程度の運動はできる。出生直後から言葉を喋っていたため、結平を除く家族全員から“魔王の子”と呼ばれ避けられていたという過去がある。学校では結平並みにモテているが、あまり興味がないようで女遊びはしていない。子供が苦手であったものの、ゆずゆと接して少しずつ克服した様子。7年後は医学生になる。
片倉三沙子（かたくら みさこ）
声 - 尾小平志津香
結平たちの母親。坂下都の姉で、ゆずゆの伯母にあたる。母親に捨てられたゆずゆを実の娘のように可愛がる。
片倉栄一（かたくら えいいち）
声 - 木内秀信
結平たちの父親。
坂下都（さかした みやこ）
声 - 平野智恵
ゆずゆの母親。夫との死別後、ゆずゆを自身の手で育てる自信を失い、精神的な余裕の無さから、ゆずゆを虐待しかねないと考えて、ゆずゆとは距離を取ることにした。その結果として、ゆずゆを片倉家に置いたまま行方をくらませたのだった。
後に、彼女は単身で福岡に行っていたと判明した。現在は仕事先で知り合った人と再婚している。
坂下憲明（さかした のりあき）
ゆずゆの父親。故人。
坂下ミキ（さかした ミキ）
声 - 伊藤実華
ゆずゆの父方の従姉で、ゆずゆと面識があった。元々学業成績は良く、私立の学校に通っていた。しかし、教師に暴力を振るわれていたクラスメイトをかばったことで、教師と教師側に付く多数の生徒達からのいじめに遭った。また兄弟姉妹はおらず、両親とも充分な対話ができていない状態であった。このため、学校でも家庭でも孤立し、孤独感を強めていた。そして、精神的な不安からナイフを所持し、さらには、リストカットなどの自傷行為を繰り返すようになっていた。
そんな中、夏休みに家出して、ゆずゆのいる片倉家にやってきて片倉家に居候したこと、さらに、ゆずゆや結平達と接したことが変化のきっかけとなった。何だかんだありつつも「仲良く」暮らす片倉家に接して、自分の境遇に惨めさを覚え、ついには、ゆずゆを自分の代わりに「できた娘」として家に連れ帰り、父親に「いらない娘」と言われた自らは「消える」人生最後の旅路に出ることを決意した。そうして久々に見たミキの家には親戚が来ていたことで「自分の代わり」は他にもおり、自分がゆずゆを連れて来たことすら無意味であったとミキは感じた。ここで、ゆずゆを勝手に連れ出した責任上、ゆずゆは片倉家に託すため、片倉家に電話連絡を入れて、ゆずゆを迎えに来てもらうことにした。
ところで、自殺企図を含めたミキの自傷行為は、愛情への飢えを根底としたものであり、ゆずゆを迎えにやってきた結平の言葉に、ミキは一旦自殺を思い留まった。その後、両親に自分の本当の気持ちを伝えたことで、喧嘩ばかりだった父親とも和解した。この和解後、ミキは精神的にも安定していった。
現在は転校し、転校前の様子を知っていた大賀あかりに、雰囲気が変わったと言わしめた。7年後は学校の先生になり、酒豪の女性へと成長した。

### 結平の同級生
徳永心（とくなが こころ）
声 - 原史奈
本作のもう1人のヒロイン。結平のクラスメイトで、元々、結平のことは気になる存在であり、徐々に2人は恋仲になってゆく。その過程で、ゆずゆには嫉妬された時期があったものの、実母が6歳の時に亡くなっているためか母親がいなくなったゆずゆを気遣う様子も見られ、ゆずゆとも交流をするうちに、ゆずゆにも結平の彼女と認められていった。
実母とは死別している上に、父親が最近再婚したため、半ば追い出される形で1人暮らしをすることになった。自分で自分の弁当を作れるなど料理の腕には問題ないものの、本人は1人暮らしを寂しいと感じており、その後、心身の過労で体調を崩すこともあった。結平との交際が続く中で、次第に結平との結び付きを強め、最終的に片倉家の面々の合意を取って片倉家に居候する形に落ち着いた。数年後には結平と結婚し、子供も儲けた。
なお、作品の初期ではギャル風の格好だった。また、無口で近寄り難い雰囲気だと周囲に言われていた。
元木舞（もとき まい）
声 - 大浦冬華
嫌いな物：寒さ。
心の親友で、心の良き理解者。冷静沈着で、しばしば亜希が感情に任せて暴走することに歯止めをかけている。他の人物に対しても、つっこみを入れることがある。また、比較的長身で、ストレートの長い黒髪をなびかせており、クールビューティーというイメージが強い。ただし、クラスの担任教師を行うことにしたクラスの席替えを、クラス委員長である「自分の主催」と言いながら行うといったユーモアも持ち合わせている。
鏡亜希（かがみ あき）
声 - 齊藤真紀
心の親友で、しばしば心の代わりに気持ちを表現したり、結平に説教をする。感情的な所があり、しばしば激昂する。16歳の時、露出狂の男性に襲われそうになって以来、男性嫌いとなった。その上、就寝中にうなされることが多くなった。田端芯とは家が近所の幼なじみであり、露出狂に襲われそうになった事件後も芯だけとは安心して接することができていた。
なお、アニメ版では姓が「加々美」となっている。
ナツミ
声 - 川瀬晶子
愛称は「ナッツ」。当初は女遊びをしている「いい加減な奴」である結平は、単なる遊び友達であって、彼氏にするつもりなど毛頭なかった。ところが、ゆずゆの世話をきちんと看ることができていると知り、思いの外しっかりとしていた結平のことを見直した。しかし、その頃には結平の心は既に徳永心に傾倒していたことが判り、結平が手の届かない所に行ってしまったと喪失感に襲われた。この時、初めて結平のことが好きになっていた自分に気が付いた。ただ、このことを結平に伝えることはせず、結平に悟られることもないようにすると決意した。
その後、結平とは友達のままで関係を維持しつつ高校生活を送った。現在は、三田のことが好き。
田端芯（たばた しん）
声 - 植木誠
明るい性格の男子生徒。亜希とは幼なじみで、亜希が露出狂の男性に襲われそうになった事件後、亜希の世話を焼くこともあった。結平の友達でもあり、ゆずゆを気に入っている。
土屋和博（つちや かずひろ）
声 - 鈴木達央
結平の友達で、淡泊な性格の男子生徒。普段は眼鏡を掛けている。
大賀あかり（おおが あかり）
高2の時に結平のクラスにやってきた転校生。クラスメイトに勉強を教えられるほど学業成績が良い上に、彼氏持ちの女子を不安にさせるほど、同性から見ても黒髪の似合う美人で、実際に男子からの受けも良い。かつては坂下ミキと同じ学校に通っていた。ミキとは学年が異なるものの、ミキが学校で目立つ存在であったために、ミキのことを見知っていた。両親が共働きの上に、両親共に家にいる時間が限られているため、幼稚園児の妹の面倒を、ほぼ自分1人で看ざるを得ない状況にある。妹のことを大切に思う反面、好きなように時間を使える同年代の若者を羨ましくも思っており、やや精神的に疲れてきていた。ただ、このことを結平に話したことで、幾分精神的に余裕ができた模様である。妹をあそう幼稚園に送り迎えしている関係で、ゆずゆの送り迎えをする結平と一緒にいることもあった。
板垣（いたがき）
相手の気持ちを考えることをあまりしない野球部員。かつて徳永心のことが好きであり、告白後つけまわした挙げ句に無理矢理キスをし、思い通りにならない心を突き飛ばすなどした。その暴挙から結平を怒らせた。
恩田恭子（おんだ きょうこ）
声 - 野口聖古
東栄高校に通う1年の女子生徒。結平のことが好きで、結平を独占するゆずゆに対して激しい憎悪を抱いた。ゆずゆに直接危害を加えようとしたものの、結平に寸前で阻まれた。その後、結平の言葉で改心した。
三田
ナッツの好きな人。かつては徳永心が気になっていたらしい。

### ゆずゆの友達
健くん
声 - 本城雄太郎
ゆずゆが編入されたクラスにいた園児で、友達関係となった。元気な少年。当初は結平が作ったおにぎりの形を馬鹿にしたことでゆずゆに打たれるが、和解を経て、一緒に行動することが多くなる。
まりか
声 - 八武崎碧
ゆずゆが編入されたクラスにいた園児で、友達関係となった。泣きボクロが特徴のおしゃまな少女で、結平に一目惚れをした。以後、結平が幼稚園に来るのを心待ちにするようになった。また当初は、ゆずゆを「母親がいないから」と仲間はずれにしていたものの、ゆずゆと結平の関係を知って次第に理解者となっていった。
梨谷翔太（なしや しょうた）
声 - 宮里駿
ゆずゆとはクラスが異なるものの、ゆずゆの初恋の相手となった。人付き合いや夫の失業に疲れていた母親から虐待を受けていたため、身体に傷や内出血の跡などが絶えなかった。翔太は虐待のことを他人には悟られないようにしていたものの、身体の内出血の跡などから、周囲の者達も彼が虐待を受けているのではないかと疑いを持つようになっていった。
その後、翔太の母親は状況打開のために環境を変えた上で生活再建することを決意し、翔太は母方の祖父母の所へ両親と共に引っ越していった。その数年後に、ゆずゆと再会した模様。
大賀綾（おおが あや）
あかりの妹で、5歳。ゆずゆよりも後、さらに翔太が転居した後に、あそう幼稚園に編入してきた。ゆずゆと同じクラスに編入され、ゆずゆやまりかと友達関係となった。
姉を慕っているものの、その姉が、同じ5歳児の世話をしていた結平に対して、綾の世話に疲れていることを洩らしたのを偶然聴いてしまい、自分の面倒は母親に看てもらおうとした。しかし、母親はほとんど家にいないため、勤務先に幼稚園を抜け出して会いにいこうとした。ところが、そのまま迷子になったために姉を大変心配させた。

### 皐の友達
久保田あゆみ（くぼた あゆみ）
声 - 千葉紗子
小学6年生で皐のクラスメイト。ロングヘアーの美少女で、身長が160 cmと高くてスタイルも良いため、ファッションモデルをしている。女子から人気の高い皐のことが好きだと周囲の女子に知れたことをきっかけに、同じクラスの女子から容姿などを妬まれた。このため他の女子達が、あゆみと皐との仲が進展しないように妨害する動きもあった。
皐に告白してからは、片倉家で夕飯をご馳走になるなど、皐と友達以上恋人未満の関係になっていった。ただ、皐の親類からは、皐の恋人だと見られることもあった。

## 刊行情報
りぼんマスコットコミックス版
1. 2001年11月15日初版・ISBN 4-08-856416-2
2. 2003年4月15日初版・ISBN 4-08-856452-9
3. 2003年8月8日初版・ISBN 4-08-856484-7
4. 2004年1月15日初版・ISBN 4-08-856515-0
5. 2004年5月14日初版・ISBN 4-08-856536-3
6. 2004年10月15日初版・ISBN 4-08-856565-7
7. 2005年3月20日初版・ISBN 4-08-856594-0

 
集英社文庫版
1. 2010年11月18日初版・ISBN 978-4-08-619179-1
2. 2010年11月18日初版・ISBN 978-4-08-619180-7
3. 2010年12月15日初版・ISBN 978-4-08-619181-4
4. 2011年1月18日初版・ISBN 978-4-08-619182-1
5. 2011年2月18日初版・ISBN 978-4-08-619183-8

## アニメ
全26話が放送された。

### スタッフ
- 企画 - 松元理人 / 滝山雅夫、石井徹
- 原作 - 槙ようこ（集英社「りぼんマスコットコミックス」刊）
- 監督 - 奥脇雅晴
- シリーズ構成 - 吉村元希
- キャラクターデザイン - 須藤昌朋、山中純子
- 美術監督 - 明石聖子
- 色彩設計 - 吉岡みゆき
- 撮影監督 - 川西泰二
- 音楽 - 笠松美樹
- 音響監督 - 平光琢也
- 編集 - 小峰博美
- 制作担当 - 泉岳男
- プロデューサー - 尾崎穏通、成毛克憲、高橋尚子
- 製作 - トムス・エンタテインメント、アニマックスブロードキャスト・ジャパン、東映ビデオ

### 主題歌
オープニングテーマ「sunny side up」
作詞・歌 - 一青窈 / 作曲・編曲 - 富田素弘
エンディングテーマ「年年歳歳」
作詞・歌 - 一青窈 / 作曲・編曲 - 武部聡志

### 各話リスト
| 話数 | サブタイトル                   | 脚本              | 絵コンテ       | 演出       | 作画監督          | 放送日        |
| ---- | ------------------------------ | ----------------- | -------------- | ---------- | ----------------- | ------------- |
| 1    | 彼女（ゆず）は★5歳!            | 吉村元希          | 奥脇雅晴       | 荻原露光   | 高橋直樹          | 2004年 4月3日 |
| 2    | ゆずのおにぎり!                | 吉村元希          | 奥脇雅晴       | 篠崎康行   | 佐々木敏子        | 4月10日       |
| 3    | ママはどこ                     | 島崎大基 吉村元希 | 荻原露光       | 荻原露光   | 川口弘明          | 4月17日       |
| 4    | ゆずのクレヨン                 | 高橋ナツコ        | 箕ノ口克己     | 箕ノ口克己 | 松岡秀明 宇都木勇 | 4月24日       |
| 5    | ナミダの理由                   | 藤間晴夜          | 井草かほる     | 落合正宗   | 初見浩一          | 5月8日        |
| 6    | バイバイ黄色い帽子             | 吉村元希          | 奥脇雅晴       | 篠崎康行   | 佐々木敏子        | 5月15日       |
| 7    | おいっちに! プリン!            | 藤間晴夜          | いわもとやすお | 堀内直樹   | 泰野好昭          | 5月22日       |
| 8    | クマさんとニンジンとパパとママ | 島崎大基          | 奥脇雅晴       | 石踊宏     | 野田康行          | 5月29日       |
| 9    | ひとりぼっちの心               | 高橋ナツコ        | 荻原露光       | 落合正宗   | 初見浩一          | 6月5日        |
| 10   | やきもち                       | 高橋ナツコ        | 篠崎康行       | 篠崎康行   | 佐々木敏子        | 6月12日       |
| 11   | おだんごとゆずゆと心           | 吉村元希          | 井草かほる     | 熨斗谷充孝 | 猪狩英憲          | 6月19日       |
| 12   | ゆずのおつかい♪                | 藤間晴夜          | 奥脇雅晴       | 山口美浩   | 高梨光            | 6月26日       |
| 13   | ママ…                          | 高橋ナツコ        | 津田義三       | 堀内直樹   | 泰野好昭          | 7月3日        |
| 14   | さくらぐみの翔太くん           | 吉村元希          | 奥脇雅晴       | 楠本巨樹   | 松岡秀明 野道佳代 | 7月10日       |
| 15   | おねぇさま参観日に行く!        | 吉村元希          | 井草かほる     | 落合正宗   | 初見浩一          | 7月17日       |
| 16   | しょーちゃん、またね…          | 吉村元希          | 石踊宏         | 石踊宏     | 野田康行          | 7月24日       |
| 17   | プールだ、水着だ、こわいもん   | 高橋ナツコ        | 高橋滋春       | 土屋日     | 猪狩英憲          | 8月7日        |
| 18   | 赤い髪のミキちゃん             | 藤間晴夜          | 奥脇雅晴       | 横田和喜   | 佐々木敏子        | 8月14日       |
| 19   | 並んで歩こう                   | 藤間晴夜          | 奥田誠治       | 迫井政行   | 大塚美登理        | 8月21日       |
| 20   | おウチへかえろうよ             | 藤間晴夜          | 奥脇雅晴       | 石踊宏     | 江森真理子        | 8月28日       |
| 21   | 夏のおわりに…                  | 吉村元希          | 井草かほる     | 落合正宗   | 権充姫            | 9月4日        |
| 22   | おっきくなったら               | 吉村元希 藤間晴夜 | 奥脇雅晴       | 楠本巨樹   | 野道佳代 斎藤香織 | 9月11日       |
| 23   | おべんと♥ふたつ                | 高橋ナツコ        | 奥脇雅晴       | 土屋日     | 猪狩英憲          | 9月18日       |
| 24   | 大スキな人への手紙             | 高橋ナツコ        | 石踊宏         | 石踊宏     | 野田康行          | 9月25日       |
| 25   | ママのパジャマ                 | 吉村元希          | 奥脇雅晴       | 落合正宗   | 初見浩一          | 10月2日       |
| 26   | みんな★みんな★愛してる         | 吉村元希          | 奥脇雅晴       | 久城りおん | 佐々木敏子        | 10月9日       |

### 放送局
| 放送地域 | 放送局                 | 放送期間                      | 放送日時           | 放送系列  | 備考             |
| -------- | ---------------------- | ----------------------------- | ------------------ | --------- | ---------------- |
| 日本全域 | アニマックス           | 2004年4月3日 - 10月9日        | 土曜 19:00 - 19:30 | CS放送    | リピート放送あり |
| 神奈川県 | tvk                    | 2004年11月2日 - 2005年6月14日 | 火曜               | 独立UHF局 |                  |
| 京都府   | KBS京都                | 2005年4月2日 - 9月            | 土曜               | 独立UHF局 |                  |
| 群馬県   | 群馬テレビ             | 2007年12月20日 -              | 木曜               | 独立UHF局 |                  |
| 日本全域 | ディズニー・チャンネル |                               |                    | CS放送    | 不定期に放送     |